# Красная Поляна (Инсарский район)
Кра́сная Поля́на — деревня в Инсарском районе Мордовии в составе Кочетовского сельского поселения. По состоянию на 2020 год заброшено.

## География
Находится на расстоянии примерно 12 километров по прямой на юго-запад от районного центра города Инсар.

## Население
| 1989 | 2002 | 2010 |
| ---- | ---- | ---- |
| 16   | ↘4   | ↘1   |

Постоянное население составляло 4 человека (русские 75 %) в 2002 году, 1 в 2010 году.